# La Guerre des serpents
La Guerre des serpents (titre original : The Serpentwar Saga) est une série de Raymond Elias Feist, suite de la série Les Nouvelles Chroniques de Krondor.
Cinquante ans après la guerre de la faille, la Pierre de Vie est toujours menacée. Les Panthatians lancent une invasion massive à partir du lointain continent de Novindus, au-delà de la mer sans fin.

## La série
Cette série comprend quatre tomes :
1. L'Ombre d'une reine noire, 2004 ((en) Shadow of a Dark Queen, 1994)
2. L'Ascension d'un prince marchand, 2004 ((en) Rise of a Merchant Prince, 1995)
3. La Rage d'un roi démon, 2005 ((en) Rage of a Demon King, 1997)
4. Les Fragments d'une couronne brisée, 2005 ((en) Shards of a Broken Crown, 1998)

## Personnages principaux

### Erik de la Lande Noire
Erik de la Lande Noire apparaît pour la première fois dans L'Ombre d'une reine noire.
Fils bâtard du duc de la Lande Noire, il est contraint de fuir vers Krondor, avec son ami Rupert Avery (dit Roo), pour le meurtre de son demi-frère, Stefan.
Arrêté, jugé et condamné à mort par pendaison, il est finalement incorporé dans les Aigles cramoisis, la milice créée par Calis, fils d'Aglaranna et Tomas et part à Novindus pour combattre les prêtres Pantathians. À son retour, gracié par le prince de krondor, il s'engage en tant que caporal dans la milice de Calis. Il finit par devenir le capitaine des Aigles cramoisis. Il repousse l'armée de la reine émeraude.
Il gravit les échelons et devient successivement Duc de Rillanon  puis de Krondor  en obtenant le titre de maréchal des armées de l'ouest.
Il meurt à l'âge approximatif de 90 ans lors de l'invasion Dasati sur le monde de Kelewan , l'épée à la main.